# 삼천포초등학교 신도분교
삼천포초등학교 신도분교는 대한민국 경상남도 사천시 신도길 37-21 (늑도동)에 있었던 초등학교이다.

## 연혁
- 1969년 3월 17일 늑도국민학교 신도분교장 개교
- 1972년 2월 12일 제1회 졸업장 수여식(남4명)
- 1996년 3월 1일 늑도초등학교 신도분교장으로 개칭
- 1996년 9월 1일 삼천포초등학교 신도분교장으로 개칭
- 2013년 2월 28일 폐교